# Bob Graettinger
Pour les articles homonymes, voir Graettinger.
 (mars 2013).
Si vous disposez d'ouvrages ou d'articles de référence ou si vous connaissez des sites web de qualité traitant du thème abordé ici, merci de compléter l'article en donnant les références utiles à sa vérifiabilité et en les liant à la section « Notes et références ».
Robert Graettinger (dit Bob Graettinger) est un compositeur, saxophoniste et pianiste, né en 1923 et mort en 1957.

## Biographie
Il a cherché à  faire concorder l'écriture moderne de la musique dite « classique », sans pour autant que ce terme soit réellement approprié, à la musique de jazz post  elingtonienne représentée particulièrement par le courant californien « west coast » et blanc, par opposition à l'art « east coast » issu du mouvement new-yorkais et noir. Ce fut une période relativement courte pendant laquelle, outre Graettinger,  des musiciens comme George Russell, Don Ellis, Jimmy Giuffre, Grachan Moncur, Gil Evans, Archie Shepp, Cecil Taylor et même Miles Davis, cherchèrent la possibilité de marier une musique savante à un jazz plutôt populaire dans ce qu'ils appelleront "the third stream" (troisième courant) ou la "new thing" (nouvelle chose) plutôt illustrative, par la suite, du « free jazz » à la fois progressiste et politiquement engagé. 
C'est le pianiste et chef d'orchestre Stan Kenton  qui, le premier, donna sa chance à Graettinger en lui commandant Conflict pour June Christy et son Big band, lui-même très progressiste, dont les musiciens sont Maynard Ferguson, Shelly Manne, Bob Cooper, Bud Shank, Lee Konitz, Bill Russo ou Bill Holman. Kenton commande ensuite Incident in jazz totalement atonal, et le morceau appelé City of glass.